# Zou Kai
Zou Kai (chinês tradicional: 鄒凱; chinês simplificado: 邹凯; fala: Zōu Kǎi) (Luzhou, 25 de fevereiro de 1988) é um ginasta chinês.
Zou fez parte da equipe chinesa que ganhou a medalha de ouro nos Jogos Asiáticos de 2006. Em 2008, nos Jogos Olímpicos de Pequim, fez parte novamente da equipe que saiu vitoriosa da competição. Kai ainda conquistou mais dois ouros - um na barra fixa e outro no solo, superando favoritos como Marian Dragulescu, Gervasio Deferr, Fabian Hambuchen e Diego Hypólito.

## Carreira
Kai Zou iniciou-se na elite sênior chinesa no ano de 2005, aos dezessete anos. Em sua estreia, na etapa alemã (Stuttgart) da Copa do Mundo, o jovem ginasta encerrou sua participação com a segunda colocação no solo e sétima na barra fixa. Na etapa seguinte, em Glasgow, nova medalha de prata no solo. Neste mesmo ano, na ‘’Turnier der Meister’’, Zou conquistou a terceira posição no solo – seu principal aparelho.
No ano seguinte, em outra etapa da Copa do Mundo, em Lyon na França, Kai conquistou duas medalhas: Bronze no solo e prata na barra fixa. Em seguida, em sua primeira participação em um Campeonato Mundial de Ginástica Artística, em Aarhus na Dinamarca, o ginasta conquistou a medalha de ouro por equipes e encerrou suas disputas com a sexta colocação no solo. Para encerrar o ano, nos Jogos Asiáticos, o jovem ginasta conquistou três medalhas: Ouro por equipe e no solo e a prata na barra fixa.
Em 2007, Zou participou da etapa Paris/Bercy da Copa do Mundo. Nela, disputou apenas a prova do solo e conquistou a medalha de prata. Mais t
arde, no Campeonato Mundial de Stuttgart - Alemanha, o ginasta repetiu a atuação do ano anterior e terminou a competição com o ouro por equipe e o sexto lugar no solo.
No ano posterior, Kai participou pela primeira vez de uma Olimpíada. Nesta edição, realizada em Pequim - China, o ginasta foi a três finais. A primeira delas, por equipes, deu ao ginasta anfitrião, a primeira colocação com quase dez pontos de diferença para a equipe medalhista de prata, o Japão. Em seguida, na final da barra fixa, Zou superou favoritos como Fabian Hambüchen, Jonathan Horton e Epke Zonderland, conquistando outra medalha de ouro. Por fim, na final do solo, nova medalha de ouro.
Após o término dos Jogos Olímpicos, Kai Zou decidiu doar para leilão uma de suas medalhas para as vítimas da catástrofe acorrida em Sichuan, sua cidade natal. A medalha escolhida fora a ganha no solo, pelo valor simbólico da mesma, visto que era a primeira vez que um ginasta chinês a conquistava em uma Olimpíada desde Ning Li e Xiaoshuang Li. Anteriormente, Kai já havia dedicado a vitória por equipes à cidade atingida por um terremoto.

## Principais resultados
| Ano  | Evento                                    | AA | Equipe          | Solo             | Cavalo com alças  | Argolas | Salto sobre o cavalo | Barras paralelas | Barra fixa        |
| ---- | ----------------------------------------- | -- | --------------- | ---------------- | ----------------- | ------- | -------------------- | ---------------- | ----------------- |
| 2005 | Copa do Mundo – Stuttgart                 |    |                 | Medalha de prata |                   |         |                      |                  | 7º                |
| 2005 | Copa do Mundo – Glasgow                   |    |                 |                  | Medalha de prata  |         |                      |                  |                   |
| 2006 | Jogos Asiáticos                           |    | Medalha de ouro | Medalha de ouro  |                   |         |                      | Medalha de prata |                   |
| 2006 | Copa do Mundo – Lyon                      |    |                 |                  | Medalha de bronze |         |                      |                  | Medalha de prata  |
| 2006 | Campeonato Mundial de Ginástica Artística |    | Medalha de ouro | 6º               |                   |         |                      |                  |                   |
| 2007 | Copa do Mundo – Paris/Bercy               |    |                 | Medalha de prata |                   |         |                      |                  |                   |
| 2007 | Campeonato Mundial de Ginástica Artística |    | Medalha de ouro | 6º               |                   |         |                      |                  |                   |
| 2008 | Copa do Mundo – Shangai                   |    |                 | Medalha de ouro  |                   |         |                      |                  |                   |
| 2008 | Copa do Mundo – Taijin                    |    |                 |                  |                   |         |                      |                  | Medalha de ouro   |
| 2008 | Jogos Olímpicos                           |    | Medalha de ouro | Medalha de ouro  |                   |         |                      |                  | Medalha de ouro   |
| 2009 | Campeonato Mundial de Ginástica Artística |    |                 | Medalha de prata |                   |         |                      |                  | Medalha de ouro   |
| 2011 | Campeonato Mundial de Ginástica Artística |    | Medalha de ouro | Medalha de prata |                   |         |                      |                  | Medalha de ouro   |
| 2012 | Jogos Olímpicos                           |    | Medalha de ouro | Medalha de ouro  |                   |         |                      |                  | Medalha de bronze |